# Droit international public
Le droit international public désigne l'ensemble des règles de droit qui régissent les relations entre les sujets du droit international (États et organisations internationales voire individus). Le droit international public a vocation à définir et régir :
- ce qui constitue un État (territoire, population, gouvernement) et sa souveraineté ;
- les compétences de tout État (compétence territoriale, compétence personnelle, compétence sur les services publics) ;
- les relations pacifiques entre États (prohibition du recours à la force dans les relations internationales) ;
- les relations internationales et la coopération entre les États puisqu'il permet de nouer des relations pacifiques et de les encadrer.

Originellement, les seuls sujets de ce droit sont les États, mais la multiplication des organisations internationales au cours du XXe siècle a progressivement amené à les considérer comme des sujets (dits « sujets dérivés »). La Cour internationale de justice (CIJ) reconnaît dans son avis consultatif portant sur les « réparations des dommages subis au service des Nations unies » que l'Organisation des Nations unies (ONU) dispose de la personnalité juridique. Les récents développements de la discipline (droit international humanitaire, droit international des droits de l'homme, droit commercial international) suggèrent que les individus et les autres acteurs privés (organisations non gouvernementales, entreprises transnationales) constituent des sujets émergents du droit international public. Cette interprétation va néanmoins à l'encontre des fondements traditionnels « volontaristes » de la discipline, selon lesquels seuls les sujets du droit international peuvent créer, appliquer ou veiller à l'application des règles de ce droit.
Les sources de ce droit sont les traités et les conventions internationales, la coutume internationale, les principes généraux du droit. La jurisprudence et la doctrine des publicistes les plus qualifiés sont qualifiées de sources auxiliaires du droit international public. Le droit international privé régit quant à lui les relations de droit privé présentant un élément d'extranéité. Lorsqu'on parle simplement de droit international, il s'agit habituellement du droit international public, à savoir le tronc commun qui sert à établir l'ensemble des « branches spécialisées » du droit international : droit international de la mer, droit international des droits de l'homme, etc.

## Origines historiques
Si le droit international public est en grande partie une création moderne, on trouve des liens juridiques internationaux à des époques antiques.

### Antiquité
Dans l'Antiquité, le droit occupait une certaine place dans les relations internationales. L'un des premiers traités internationaux est le traité de la Perle, traité de paix qu'a signé le pharaon égyptien Ramsès II avec le roi des Hittites en -1296. Ce traité avait notamment pour objet l'extradition des « réfugiés politiques » ainsi qu'un accord de non-agression et reposait sur les croyances des différents dieux de chacune des partiesModèle:Unreliable source?.
Les cités grecques fixent des règles relatives au traitement des prisonniers de guerre et s'associent pour gérer en commun des fonctions particulières telles que la gestion du sanctuaire de Delphes.
Les Romains, avec Gaius, conçoivent le jus gentium comme un droit qui s'applique à l'ensemble de l'humanité. Il ne s'agit pas toutefois du droit international public tel qu'on le conçoit aujourd'hui, car il concerne le traitement et la protection des étrangers sur le sol national.

### Moyen Âge
Le Moyen Âge européen s'oppose de manière fondamentale à l'époque moderne par sa conception organique d'une communauté chrétienne et non d'une juxtaposition absolue d'États souverains et égaux. Toutefois, après l'an 1000, les relations internationales se développent et nécessitent l'élaboration de règles : courants commerciaux, échange d'ambassades. En théorie, la guerre, sauf contre les infidèles, doit être évitée entre chrétiens ; sa pratique est adoucie par des normes, telles que la trêve de Dieu ou la paix de Dieu.

### Renaissance et époque moderne
Parmi les principales personnalités qui ont contribué à la formation du droit international, on peut citer :
- Francisco de Vitoria (1483-1546), qui s'intéressa à la situation résultante de la découverte de l'Amérique ;
- Francisco Suárez (1548-1617), qui introduit les principes selon lesquels le fondement moral de la communauté internationale est la charité chrétienne, l'autorité de l'État étant limitée par la morale et le droit ;
- Hugo Grotius (1583-1645), qui est celui qui a sans doute le plus influencé le droit international contemporain. Il expose de manière systématique les principes du droit international[5]. Il distingue le droit naturel (sens commun de l'humanité) et le droit volontaire (jus gentium), celui qui a reçu force obligatoire de la volonté de toutes les nations ou de plusieurs d'entre elles.

On peut citer aussi Alberico Gentili, Emer de Vattel, Jean Barbeyrac, Jean-Jacques Burlamaqui et Samuel von Pufendorf.
Les éléments constitutifs de l'État moderne se mettent en place, en particulier en Angleterre et en France : pouvoir organisé lié à une institution et non à la personne même de son détenteur, population, territoire. De la coexistence des États, forcés de coopérer, les auteurs déduisent la nécessité de respecter les traités (pacta sunt servanda). La guerre demeure toutefois possible pour des auteurs tels que Grotius.
Les traités de Westphalie reconnaissent en 1648 l'égalité des nations souveraines d'Europe, principe fondamental du droit international moderne.

## Sujets du droit international
Un sujet de droit international est assujetti à ce droit et doit pouvoir s'en prévaloir. À l'origine, l'État était le seul sujet du droit international.
Mais cette conception a évolué : bien que sujets originels, les États ont ressenti depuis 1815 la nécessité de se grouper en Organisations internationales qui ont peu à peu atteint le statut de sujets. Le 11 avril 1949, un avis de la Cour internationale de justice énonce que : « Les sujets de droit dans un système juridique ne sont pas nécessairement identiques quant à leur nature ou quant à l'étendue de leur droit et leur nature dépend des besoins de la communauté ».
On note également que l'individu a pris une place de plus en plus importante dans le système de droit international du fait de la protection des droits humains. On distingue ainsi trois acteurs majeurs dans le droit international :
- l'État en droit international ;
- les organisations internationales ;
- les individus en droit international.

## Sources du droit international
Il n'existe pas de code du Droit international public à proprement parler, et pas davantage de hiérarchie entre les différentes sources, qu'elles soient écrites ou non. C'est peut-être une des conséquences de la non-existence d'un ordre juridique international établi malgré la quasi-omniprésence de l'Organisation des Nations unies (ONU) dans les conflits mondiaux.
Les différentes sources du droit international sont mentionnées à l'article 38 du Statut de la Cour internationale de justice :
1. La Cour, dont la mission est de régler conformément au droit international les différends qui lui sont soumis, applique :
  - les conventions internationales, soit générales, soit spéciales, établissant des règles expressément reconnues par les États en litige,
  - la coutume internationale comme preuve d'une pratique générale, acceptée comme étant le droit,
  - les principes généraux de droit reconnus par les nations civilisées,
  - sous réserve de la disposition de l'article 59, les décisions judiciaires et la doctrine des publicistes les plus qualifiés des différentes nations, comme moyen auxiliaire de détermination des règles de droit ;
2. La présente disposition ne porte pas atteinte à la faculté pour la Cour, si les parties sont d'accord, de statuer ex aequo et bono.

De cet article, on peut retirer deux sortes de sources :
- les sources non écrites que sont la coutume, les principes généraux de droit ainsi que l'équité ;
- les sources écrites que sont les traités des États, des organisations internationales et des juridictions et tribunaux internationaux.

### Sources non écrites

#### Coutume
Les éléments constitutifs de la coutume sont la pratique générale, le consuetudo, c'est-à-dire l'ensemble d'actes divers non équivoque, accompli de manière analogue, répété par les membres de la société internationale et l'opinio juris qui est l'élément psychologique, c'est-à-dire avoir la conviction d'observer une règle de droit. Pour Dionisio Anzilotti, « dans les relations internationales, il y a une coutume juridique lorsque les États se comportent en fait d'une certaine manière, en ayant la conviction qu'ils sont obligatoirement tenus de le faire ».
Le fait que la coutume soit une source de droit non écrit pose la question de son opposabilité. Autrement dit, comment prouver qu'une coutume existe bien ? Les moyens de démontrer la règle coutumière sont divers : documents diplomatiques (recueils, correspondances, etc.), décisions judiciaires ou arbitrales (CIJ, 20 février 1969, Affaires du plateau continental de la Mer du Nord : le principe de l'équidistance n'est pas une règle coutumière pour les États).
S'agissant de la coutume générale, la charge de la preuve incombe au demandeur. Cependant, il peut être inutile qu'une partie démontre à la Cour une coutume si elle est déjà avérée (CIJ, 20 novembre 1950, Droit d'asile (Colombie contre Pérou)). De plus, lorsque l'élément matériel (la pratique générale) est établi, il peut entrainer l'élément psychologique (l'opinio juris) (CIJ, 21 mars 1959, Interhandel (Suisse contre États-Unis)).
Concernant les coutumes régionales et bilatérales, la charge de la preuve incombe strictement au demandeur car elles sont moins évidentes. La Cour internationale de Justice, dans l'affaire sur le Droit d'Asile précitée, énonce que « la partie qui invoque une coutume […] doit prouver qu'elle s'est constituée de telle manière qu'elle est devenue obligatoire pour l'autre partie […] conforme à un usage constant et uniforme […] pratiqué par les États en question, et que cet usage traduit un droit appartenant à un État octroyant l'asile et un devoir incombant à un État territorial. »
À ceci s’ajoute que « le fait que des principes de droit coutumiers soient incorporés dans des conventions ne veut pas dire qu'ils cessent d'exister en tant que principes de droit coutumier » (CIJ, 1986, Actions armées frontalières et transfrontalières).
Depuis 1899 et la première codification du droit de la guerre, la question de la codification de la coutume s'est posée. Elle s'est accélérée à partir de la seconde moitié du XXe siècle sous l'égide de l'ONU, notamment. L’article 15 du Statut de la Commission du droit international, créée le 15 novembre 1947 par l'Assemblée générale de l'ONU, énonce que « l’expression codification du droit international est employée […] pour couvrir les cas où il s'agit de formuler avec de plus de précision et de systématiser les règles du droit international dans des domaines dans lesquels il existe déjà une pratique étatique considérable, des précédents et des opinions doctrinales ». Pour Georges Abisabe, la codification est une « activité nécessairement législative ».
La codification du droit international coutumier a pour avantage d'établir clairement le sens de la règle de droit et de lutter contre l'éparpillement des règles juridiques. Cependant, il faut souligner que l'écrit est moins souple que l'oral et donc ainsi il est plus difficile de faire évoluer la règle de droit. En plus, cela coûte extrêmement cher[réf. nécessaire] et le risque d'échec est grand.
La codification peut être à l'initiative :
- des États eux-mêmes (la codification du droit de la guerre issue de la première conférence de La Haye (également appelée Conférence internationale de la Paix) s'est déroulée à la suite de la volonté du tsar Nicolas II de Russie) ;
- des organisations internationales comme l'ONU : en 1924, est créée la Commission des Jurisconsultes qui a pour but de définir les domaines qui peuvent faire l'objet d'une codification. C'est ainsi qu'en 1927, trois grands domaines sont retenus (la mer territoriale, la responsabilité de l'État pour dommages infligés aux étrangers et la nationalité). Puis, en 1947, la Commission du droit international fait suite à la précédente commission.

De nombreux domaines du droit international public ont fait l'objet d'une codification :
- le droit de la mer en temps de paix avec les quatre Conventions de Genève de 1958 puis la Convention des Nations unies sur le droit de la mer dite de Montego Bay entrée en vigueur le 16 novembre 1994 ;
- l'apatridie issue de la convention de New York du 28 septembre 1954 ;
- le droit de la représentation étatique avec les Conventions de Vienne de 1961 (missions diplomatiques), de 1964 (missions consulaires) et en 1975 sur les rapports internationaux avec les ONG ;
- le droit des traités avec la convention de Vienne sur le droit des traités du 23 mai 1969 et la convention sur la succession d'État en matière de traités de 1975 ;
- le droit de la guerre avec la conférence de La Haye précitée ainsi que le protocole sur l'armement de 1980 et la convention sur la responsabilité de l'État pour fait internationalement illicite de 2001.

#### Principes généraux du droit
Les principes généraux du droit (PGD) sont des règles de droit que le juge ou l'arbitre international applique mais sans toutefois les créer. Les auteurs de la doctrine sont divisés quant à la question de savoir si les PGD sont des sources autonomes/directes du droit international. On peut distinguer deux sortes de PGD :
- ceux qui sont tirés des droits internes et concernant des procédures ou techniques judiciaires (l'abus de droit, l'égalité des parties, l'autorité de la chose jugée, nul ne peut être juge de sa propre cause, etc.). Les PGD peuvent être tirés d'un seul système juridique : cela correspond à la notion d'Estoppel en droit anglais. La CIJ (CIJ, 15 juin 1962, Temple de Préah Vihear (Cambodge contre Thaïlande)) dit en substance que « une partie peut opposer une exception d'irrecevabilité à l'allégation d'une partie dès lors que, contraire au droit, elle est contraire à une attitude antérieurement adoptée par la partie qui l'avance » ;
- les PGD propres au droit international public (pacta sunt servanda, le principe de souveraineté, égalité entre États, l'État ne doit pas permettre sur son territoire des activités qui pourraient nuire aux États voisins).

#### Équité
L'équité se définit comme la justice naturelle, comme l'application des principes de justice à chaque cas. L'équité peut compléter le droit positif lorsque :
- il y a des lacunes du DIP (surtout au XXe siècle) ;
- les règles de droit sont trop abstraites eu égard à l'affaire à juger ;
- le litige n'a pas un caractère proprement juridique et il est porté devant l'arbitre.

Pour Sir Gérald Fitzmaurice, le droit et l'équité ne peuvent réaliser la justice que si on les laisse se compléter mutuellement.
L'équité peut également être un facteur d'équilibre. Selon Cicéron, summum jus, summa injuria, « un excès de droit amène les pires injustices ». Ainsi, le droit ne doit pas être laissé sans bornes.

### Traité
Selon l'article 2 § 1 a) de la convention de Vienne sur le droit des traités : « L’expression « traité » s’entend d’un accord international conclu par écrit entre États et régi par le droit international, qu’il soit consigné dans un instrument unique ou dans deux ou plusieurs instruments connexes, et quelle que soit sa dénomination particulière. »
Il existe plusieurs types de traités : le traité bilatéral conclu entre deux sujets du droit international, le traité multilatéral conclu entre plus de deux parties. Le traité a de multiples dénominations : il s'appelle charte, statut lorsqu'il institue une organisation, pacte lorsqu'il crée une alliance militaire, protocole pour un traité additionnel ou rectificatif, concordat pour un traité conclu entre un État et le Saint-Siège.
Le traité est soumis à des réserves qui peuvent être définies (article 2 § 1 d) de la Convention précitée) comme étant « une déclaration unilatérale, quels que soient son libellé ou sa désignation, faite par un État quand il signe, ratifie, accepte ou approuve un traité ou y adhère, par laquelle il vise à exclure ou à modifier l’effet juridique de certaines dispositions du traité dans leur application à cet État ». Il est généralement possible de formuler des réserves (CIJ, réserves à la convention pour la prévention et la répression du crime de génocide, avis consultatif du 28 mai 1951 : « Le principe majoritaire, s'il facilite la conclusion des conventions multilatérales, peut rendre nécessaire pour certains États de formuler des réserves. ») à moins qu'elles ne soient contraires à l'objet ou la finalité du traité. Le traité peut interdire des réserves et les dispositions finales ne peuvent pas faire l'objet de réserves car elles ont une nature opératoire (elles ont pour but de mettre en œuvre le traité). Une réserve est adoptée si aucune manifestation contraire d'une partie au traité dans un délai de douze mois à compter de la notification par l'État dépositaire n'a été exprimée.
Le droit international admet en outre la catégorie des traités oraux. Si la Convention de Vienne sur le droit des traités les mentionne avant de les exclure de son champs d'application, la doctrine et la pratique des États convergent à l'unisson de la pratique jurisprudentielle  pour admettre la validité des accords oraux.

### Acte unilatéral

#### État
Les actes unilatéraux des États peuvent être des propos écrits ou oraux tenus par un chef d'État, un chef de gouvernement ou un ministre des Affaires étrangères. Les propos des autres ministres sont exclus (CIJ, 17 novembre 1953, Minquiers et Ecréhous : les propos du ministre français de la marine ne peuvent engager l'État français, ce n'est pas un acte unilatéral). On peut différencier plusieurs types d'acte unilatéral :
- la notification est un acte par lequel un État porte à la connaissance d'autres États un fait, un point de vue, qui peut avoir des conséquences juridiques ;
- la reconnaissance est la manifestation de volonté par laquelle un État considère comme lui étant opposable un fait, une situation, une prétention émise par un autre. Ex. : reconnaissance d'État, de Gouvernement, de belligérance, etc. Il n'y a pas de retour possible sauf si la reconnaissance était contraire au jus cogens (normes impératives du Droit International Public). La reconnaissance peut être expresse ou tacite, verbale ou écrite ;
- la protestation, parce qu'elle rend précaire la situation de l'autre, doit être expresse. Elle rend une situation inopposable à l'auteur de la protestation ;
- la promesse n'engage que celui qui promet. On parle plutôt d'engagement ou d'assurance ;
- la renonciation est l'abandon par un État d'un droit donc elle ne se présume pas et doit être expresse mais elle peut résulter d'actes répétés non équivoques.

#### Organisations internationales

##### Actes ayant force obligatoire
Ce sont les actes qui ont une portée décisoire même s'ils ont une dénomination variable. Les actes des organisations internationales qui ont force obligatoire s'appliquent dans plusieurs domaines :
- le fonctionnement interne des organisations (par exemple le règlement intérieur) : ces actes ont portée relative limitée à l'organisation et à ses membres ;
- la réalisation des objectifs (comme le budget) ;
- les actes qui s'adressent aux États.

La force obligatoire est limitée car elle suppose l'acquiescement du destinataire. De plus, l'abstention d'un État fait qu'il n'est pas lié. Et il n'y a pas de système de sanction efficace.

##### Actes n'ayant pas force obligatoire
Ils ont une valeur de recommandation : ce sont des avis, résolutions, etc. Ils ont une fonction plus politique : ce sont des éléments de coopération internationale mais ils n'en sont pas moins efficaces car ils sont peu contraignants. Selon l'Institut du Droit International, dans sa Session du Caire du 17 septembre 1987, « bien que la Charte des Nations unies ne lui confère pas le pouvoir d'arrêter des règles qui lient les États dans leurs relations mutuelles, l'Assemblée générale peut faire des recommandations contribuant au développement progressif du droit international, à sa consolidation et à sa codification. Cette possibilité se réalise au moyen de divers types de Résolutions ».
Il existe plusieurs catégories de résolutions :
- les actes formulant des règles générales ;
- les actes appliquant ces règles ;
- les actes adressés à un État ou plusieurs ;
- les actes qui posent les bases d'une négociation aboutissant à un traité international.

#### Juridictions et tribunaux internationaux
L'avènement du juge dans la société internationale a été une longue quête historique. Les États (sujets principaux) n'ont que très lentement et difficilement accepté l'autorité d'un tiers, fut-il juge. Comme le montre l'histoire de la justice internationale (Pour une synthèse, v. Mémento de la jurisprudence du droit international public, par Blaise Tchikaya (Préface du Prof. Alain Pellet), 1822-2010, Ed. Hachette-Supérieur, 5e éd. 2010). Ce n'est qu'en 1899 qu'est créée, à la suite des débats de la Première conférence de La Haye, une sorte de juridiction permanente à la Haye (Pays-Bas), la Cour permanente d'arbitrage (CPA). Cette juridiction existe toujours et offre les services des grands jurisconsultes. Le juge international ne commence véritablement son existence qu'avec la convention spéciale de 1920 créant la Cour permanente de justice internationale (CPJI) sous les auspices de la Société des nations. Cette initiative est perfectionnée en 1945 avec la naissance de la Cour internationale de justice actuelle (CIJ), siégeant également à la Haye. Elle a par exemple rendu le 20 juillet 2012 une décision d'importance dans le cadre de l'affaire Hissène Habré. Elle déboute la Belgique (représentée par M. Paul Reitjent) de ses prétentions et met à la charge du Sénégal (représenté par le Prof. Cheikh Tidiane Tiam) l'obligation de juger ou d'extrader le sujet en cause. Les jugements rendus par la Cour internationale de justice ont en effet un caractère définitif.

##### Arrêts et jugements
Ils ont un caractère définitif : cela est généralement affirmé dans les statuts de la juridiction (CIJ, article 60 : « L'arrêt est définitif et sans recours. En cas de contestation sur le sens et la portée de l'arrêt, il appartient à la Cour de l'interpréter, à la demande de toute partie. »). Il est possible de demander une interprétation de l'arrêt. L'existence de voies de recours suppose l'existence d'un ordre international mais les statuts peuvent prévoir une procédure d'appel. Il faut noter que la CEDH peut siéger en Comité, en Chambre ou en Grande Chambre. Quant à la CPI, elle comporte une Section Préliminaire, une Section de Première Instance et une Section des Appels. Les jugements ont également un caractère obligatoire mais selon le principe de relativité de la chose jugée ils ne produisent des effets qu'entre les parties. Cependant, ce n'est pas systématique.

##### Avis
Ils portent sur des questions d'ordre juridique qui sont posées à la CIJ par exemple (article 96 de la Charte de l'ONU) ou à la CEDH (articles 47 à 49 de la CESDH telle qu’amendée par le Protocole no 11 accompagnée du Protocole additionnel et des Protocoles nos 4, 6, 7, 12 et 13).
La doctrine et la jurisprudence constituent aussi deux sources secondaires de droit international, selon l'article 38 du statut de la CIJ.

### Hiérarchisation des sources du droit international
Il n'y a en principe pas de hiérarchie entre ces sources, cependant la convention de Vienne sur le droit des traités de 1969 dans ses articles 53 et 64 semble reconnaître une certaine hiérarchie des normes internationales. Cette hiérarchie est justifiée par ce que les spécialistes du droit international appellent le jus cogens. Les normes qui bénéficient du jus cogens sont censées être impératives et primer toute autre norme internationale telle que le traité. Par exemple, l'interdiction du crime de génocide peut être considérée comme entrée dans le jus cogens.

### Création d'un traité international
La création d'un traité international passe par les trois voies suivantes, qui sont des conditions cumulatives :
- la négociation : les États sont représentés par des plénipotentiaires, individus qui sont dotés des pleins pouvoirs pour pouvoir négocier. Exemple : ministre des Affaires étrangères, président de la République ;
- la signature : en général au rang ministériel. C'est la plupart du temps un paraphe et non une signature. À ce niveau, l'État n'est toujours pas engagé, sauf s'il s'agit d'un traité en forme simplifiée ;
- la ratification : elle est faite par le Parlement, par une loi de ratification. Le texte entre alors en vigueur, et l'État est engagé à le respecter ;
- l'adhésion : Elle ne concerne logiquement que les traités multilatéraux. Elle présente les mêmes caractéristiques que l'adoption d'un traité par la procédure classique du double degré (soit signature et ratification) à la différence près que l'État signataire a déjà des obligations et des droits à partir de sa signature.

## Relation entre le droit international et le droit interne
La coexistence du droit international et du droit interne pose la question de leur rapport hiérarchique éventuel : l'une des deux normes doit-elle primer l'autre ? Il existe deux positions théoriques :
- la position moniste : les règles du droit international et les règles du droit interne s'assemblent dans un ordre juridique unique organisé selon les principes de l'organisation pyramidale des normes théorisée par Hans Kelsen. Cette organisation peut prendre la figure d'une domination du droit international sur le droit interne ou, au contraire, subordonner le droit international au droit interne ou à certaines normes internes telles que la Constitution nationale. Georges Scelle défend aussi cette position mais en la justifiant d'une autre manière que Hans Kelsen ;
- la position dualiste, postulée par Heinrich Triepel et Dionisio Anzilotti : le droit international et le droit interne forment deux ordres juridiques distincts, sans relation de subordination de l'un envers l'autre. La séparation est possible parce que l'un a pour sujet les États et les organisations internationales, tandis que l'autre ne concerne que les individus.

Ainsi, en Italie les traités internationaux signés et ratifiés doivent être formellement repris par une loi interne (dualisme) et ont donc l'autorité de la loi qui les a intégrés dans l'ordre juridique interne. En France, en revanche, les traités sont applicables dès leur ratification (monisme) : ils ont une position spécifique, qui est en l'occurrence supérieure aux lois internes.
En pratique, il faut considérer la multiplicité des niveaux du droit interne et la dualité des juridictions : internationales et nationales. Plusieurs solutions en découlent.

### Point de vue des institutions internationales
De manière constante, les tribunaux et cours d'arbitrage internationaux considèrent que nul État ne peut invoquer une règle de droit interne pour se soustraire à ses obligations internationales. Ceci est précisé par la convention de Vienne de 1969 (article 27). Le droit international s'impose donc à l'État, même si une règle de droit interne lui est contradictoire. Cela ne signifie pas que le juge international peut annuler une règle de droit interne. Il se contente de la rendre inefficace lorsqu'elle produit des effets sur le plan international.
Ainsi, dans l'affaire Nottebohm, la Cour internationale de justice a déclaré que les autorités du Guatemala pouvaient considérer comme allemand un citoyen de cet État qui venait d'acquérir la nationalité du Liechtenstein, considérant que cette nouvelle nationalité n'était pas effective. Ce faisant, la Cour n'a pas retiré à M. Nottebohm la nationalité du Liechtenstein et n'a donc pas annulé de normes ou d'actes émis par ce pays, mais s'est contenté de la rendre inopposable à un autre pays, en l'occurrence le Guatemala.
Les juridictions internationales ne fondent leurs décisions que sur le droit international. Elles ne se considèrent pas liées par le droit interne des États concernés, y compris au niveau constitutionnel, qui ne constitue qu'un élément d'appréciation parmi d'autres.

### Point de vue des États et des juridictions internes
Les pratiques varient selon le niveau de norme considéré (constitution, loi, coutume) et le régime : primauté de la règle internationale, y compris par rapport à une loi interne ultérieure, ou simple reconnaissance à égalité avec la norme interne.

#### Droit international et loi interne
En général, les États reconnaissent l'applicabilité du droit international en ordre interne. Ainsi la règle Pacta sunt servanda est inscrite dans le Préambule à la Constitution française de 1946, qui est toujours une règle constitutionnelle : « La République française, fidèle à ses traditions, se conforme aux règles du droit public international », formulation qui inclut la coutume internationale. Les traités doivent toutefois être ratifiés ou approuvés, publiés et appliqués par l'autre partie (article 55 de la Constitution de 1958). En Allemagne et en Italie, la coutume internationale est également applicable directement, mais il faut promulguer une loi pour qu'un traité entre en vigueur. La différence entre la ratification dans un cas et la promulgation d'une loi dans l'autre se situe au niveau de la force de la norme. En France, les traités ont une force supérieure à la loi : la jurisprudence a reconnu progressivement qu'ils primaient même sur une loi promulguée postérieurement à leur ratification. En Allemagne et en Italie, en revanche, le traité n'a qu'une valeur égale à la loi et pourrait en principe être abrogé par une simple loi.
En Angleterre, le droit international, notamment coutumier, s'applique en vertu de la doctrine de Blackstone (1765). Toutefois le droit interne l'emporte en cas de conflit. Si certains traités s'appliquent directement, il a fallu une loi pour intégrer en 1998 la Convention européenne des droits de l'homme dans le droit anglais (Human Rights Act)[réf. souhaitée]. Aux États-Unis, les traités aux dispositions précises et inconditionnelles sont supérieurs aux lois antérieures, mais leur rapport aux lois postérieures dépend de la volonté manifestée par le Congrès[réf. souhaitée].

#### Droit international et constitution
Le rapport des traités et de la Constitution est complexe. Tous deux sont en effet supérieurs à la loi. En France, la jurisprudence du Conseil d'État affirme que la Constitution doit s'appliquer en droit interne quels que soient les traités signés par la France. Toutefois, le Conseil constitutionnel estime aujourd'hui qu'il n'y a pas lieu de vérifier la conformité à la Constitution du droit communautaire dérivé, qui fait l'objet de règles propres.
En Belgique, la jurisprudence de la Cour de cassation et du Conseil d'État établit que les traités sont supérieurs à la constitution. Par contre, la Cour constitutionnelle estime que la Belgique ne peut faire de traités contraires à sa constitution.

### Application extraterritoriale du droit d'un État
L'application extraterritoriale du droit américain s'est notamment concrétisée à travers les lois d'Amato-Kennedy et Helms-Burton : lois d'embargo sur Cuba, la Libye et l'Iran. Ainsi par l'extraterritorialisation de ces lois, toute société investissant dans ces pays, qu'elle soit américaine ou non, pouvait être condamnée par la justice américaine mais aussi par la Cour internationale de justice.
Le rapport d'information déposé par la Délégation de l'Assemblée nationale française pour l'Union européenne sur les relations économiques entre l'Union européenne et les États-Unis (11 février 1999) pose des questions sur l'application extraterritoriale du droit des États-Unis.

## Responsabilité internationale des États
Le droit de la responsabilité internationale des États a été codifié par la Commission du droit international en 2001, dans le Projet d'articles sur la responsabilité de l'État pour fait internationalement illicite. Bien qu'adopté par l'Assemblée générale des Nations unies, ce texte n'a pas de valeur juridiquement contraignante. Néanmoins, il est admis que ce texte constitue le « droit commun » de la responsabilité internationale des États.
En principe, tout fait internationalement illicite de l’État engage sa responsabilité internationale (Article 1). La Cour permanente de justice internationale (CPJI), ancêtre de l'actuelle Cour internationale de justice (CIJ), avait en effet considéré que « la responsabilité internationale s'établit directement dans le plan des relations entre les États » (Affaire des phosphates du Maroc). La CIJ a depuis constamment répété que « le refus de s'acquitter d'une obligation conventionnelle est de nature à engager la responsabilité internationale » (Affaire du Détroit de Corfou ; Activités militaires et paramilitaires au Nicaragua ; Avis consultatif sur l'interprétation des traités de paix conclus entre la Bulgarie, la Roumanie et la Hongrie). Chaque État est donc responsable de son propre comportement en ce qui concerne ses propres obligations internationales.
La responsabilité de l’État est donc subordonnée à l'existence d'un fait internationalement illicite. Celui-ci est défini (Article 2) comme le comportement d'un État, consistant en une action ou une omission :
- a) qui lui est attribuable en vertu du droit international ;
- b) qui constitue une violation d'une obligation internationale de cet État.

## Limites du droit international
Le droit international se distingue des droits nationaux par l'absence d'une structure centralisée chargée de faire respecter son application. L'absence de gendarme international a amené certains auteurs à douter que le droit international soit véritablement du droit. Il existe cependant plusieurs cours de justice internationale, ainsi que certains tribunaux d'arbitrage ad hoc qui appliquent le droit international. On pense principalement à la Cour internationale de justice (CIJ). Cependant, pour que la Cour puisse régler un différend, les deux États parties au litige doivent avoir expressément accepté la juridiction de la cour (cette acceptation est encore désignée sous le terme clause facultative de juridiction, qui doit être bien comprise par rapport à la clause compromissoire). Cela peut se faire par plusieurs moyens, notamment la signature d'une entente après la survenance du litige, par une déclaration d'acceptation de la juridiction de la cour contenue dans un traité ou encore par une déclaration d'acceptation de la compétence générale de la cour. Cependant ces déclarations d'acceptation de compétence générale sont plutôt rares et très souvent assujetties à de nombreuses réserves. Parmi les membres du conseil de sécurité, seul le Royaume-Uni a signé une telle déclaration (les États-Unis ont retiré la leur après l'affaire des Contras au Nicaragua, la France après l'affaire des essais nucléaires). L'application d'une convention dépend donc en grande partie de la bonne volonté des États liés par celle-ci.
En cas de différend international, il existe plusieurs méthodes de résolution pacifique des différends. Cela peut aller de la négociation, à la médiation, arbitrage, jusqu'à la saisine de la CIJ. Ces modes de règlement peuvent éventuellement mener à l'application de mesures de rétorsion par un État. Cependant, ce droit n'est pas nécessairement garanti. En cas de refus d'exécuter un arrêt de la CIJ par exemple, l'État lésé doit d'abord saisir le Conseil de sécurité.
En ce qui concerne le droit international pénal, tout à fait distinct du droit international inter-étatique, le Statut de Rome a créé la Cour pénale internationale pour le cas des crimes contre l'humanité.
Il est bien évident que des mesures de rétorsion imposées par un État puissant seront plus efficaces que celles d'un État d'importance politique ou économique plus faible. Ainsi, en pratique, seuls les États forts sont véritablement en mesure de faire respecter les conventions qu'ils ont signées. Le concept d'État de droit ne s'applique donc pas pleinement aux relations internationales.
Dans ces conditions, il pourrait sembler que le droit international n'est qu'un déguisement de la loi du plus fort. Cependant, il ne faut pas négliger le poids des relations diplomatiques et l'importance pour les États de leur image dans le monde. Sauf exception, les États ont avantage à respecter leurs obligations.
Dans les États qui ont un système de droit positif fort, le droit international figure dans le bloc de conventionnalité de la pyramide des normes, à côté du droit européen (en Europe) et des lois organiques. Il dépend du droit constitutionnel qui figure dans le bloc de constitutionnalité, et s'impose donc en principe aux lois, qui sont à un niveau inférieur de la hiérarchie des normes.

## Quelques juristes spécialistes du droit international
- Ronny Abraham, ancien président de la Cour Internationale de Justice
- Charalambos Apostolidis
- Frank Attar
- Mohammed Bedjaoui
- Cezary Berezowski
- Pierre-Marie Dupuy
- Rosalyn Higgins
- Albert de la Pradelle
- Giorgio Malinverni
- Djamchid Momtaz
- Alain Pellet, Ancien Président de la Commission du Droit International
- Robert Redslob
- Georges Scelle
- William Schabas
- Serge Sur
- Catharine Titi
- Joe Verhoeven
- Prosper Weil
- Jean Salmon
- Nguyen Quoc Dinh
- Laurence Boisson de Chazournes